# Episcopisa
En la primitiva iglesia, se llamaban episcopisas las mujeres que desempeñaban en ella algunas funciones al modo de las sacerdotisas, diaconisas y subdiaconisas. 
El mismo nombre se da en la iglesia griega a las mujeres de sus obispos, como se llamaban en general en la primitiva iglesia las de todos los obispos. La viuda no podía entonces volverse a casar. 